# Championnat du Liberia de football 2021-2022
Navigation
Edition précédente Edition suivante
La saison 2021-2022 du Championnat du Liberia de football est la 48e édition du championnat de première division liberien.
Le club Watanga FC remporte le championnat et son premier titre de champion.

## Participants
- LISCR FC
- Mighty Barrolle
- MC Breweries FC
- Nimba United
- LPRC Oilers
- Watanga FC
- FC Bea Mountain
- Freeport FC
- Nimba Kwado
- Invincible Eleven  -  promu de D2
- Heaven Eleven FC -  promu de D2
- Sandi FC  -  promu de D2

- Invincible Eleven prend la licence de Barrack Young Controllers II qui avait obtenu sa promotion.

## Compétition

### Classement
Le classement est établi sur le barème de points classique (victoire à 3 points, match nul à 1, défaite à 0). Pour départager les égalités, on tient d'abord compte de la différence de buts générale, puis du nombre de buts marqués, puis des confrontations directes.
| Rang | Équipe              | Pts | J  | G  | N  | P  | Bp | Bc | Diff |
| ---- | ------------------- | --- | -- | -- | -- | -- | -- | -- | ---- |
| 1    | Watanga FC          | 42  | 22 | 13 | 3  | 6  | 37 | 17 | +20  |
| 2    | FC Bea Mountain     | 41  | 22 | 11 | 8  | 3  | 32 | 21 | +11  |
| 3    | LISCR FC C          | 36  | 22 | 9  | 9  | 4  | 42 | 26 | +16  |
| 4    | Freeport FC         | 33  | 22 | 8  | 9  | 5  | 35 | 26 | +9   |
| 5    | Nimba Kwado         | 33  | 22 | 9  | 6  | 7  | 25 | 18 | +7   |
| 6    | Nimba United        | 32  | 22 | 10 | 2  | 10 | 31 | 38 | -7   |
| 7    | Mighty Barrolle     | 31  | 22 | 7  | 10 | 5  | 31 | 34 | -3   |
| 8    | LPRC Oilers T       | 29  | 22 | 8  | 5  | 9  | 32 | 26 | +6   |
| 9    | MC Breweries FC     | 23  | 22 | 6  | 5  | 11 | 22 | 39 | -17  |
| 10   | Invincible Eleven P | 22  | 22 | 5  | 7  | 10 | 21 | 30 | -9   |
| 11   | Heaven Eleven FC P  | 20  | 22 | 4  | 8  | 10 | 16 | 34 | -18  |
| 12   | Sandi FCP           | 16  | 22 | 4  | 4  | 14 | 22 | 38 | -16  |

|  | Qualification pour la Ligue des Champions de la CAF                                      |
|  | Qualification pour la Coupe de la confédération                                          |
|  | Qualifications aux barrages de relégation                                                |
|  | T : Tenant du titre C : Vainqueur de la Coupe du Liberia 2022 P : Promu de Second League |

- LISCR FC  qualifié pour la Coupe de la Confédération en tant que vainqueur de la Coupe du Liberia[2].

### Barrages de relégation
Dans un premier temps le 9e et le 10e se rencontrent en match aller et retour. Le vainqueur reste en première division et le perdant dispute un barrage sous forme de tournoi avec le 11e et le 12e.
Invincible Eleven remporte la double confrontation contre MC Breweries FC (2-0, 2-3, score cumulé 4 à 3).
Dans le tournoi final, Heaven Eleven FC termine avec une victoire et un nul, Sandi FC avec une victoire et une défaite et  MC Breweries FC avec un nul et une défaite.  MC Breweries FC est relégué en deuxième division.

## Bilan de la saison
| Championnat du Liberia de football 2020-2021                        |                        |
| Champion                                                            | Watanga FC (1er titre) |
| Coupes et trophées                                                  |                        |
| Vainqueur de la Coupe du Liberia 2020-2021                          | LISCR FC               |
| Qualifications continentales                                        |                        |
| Ligue des champions de la CAF 2022-2023                             | Watanga FC             |
| Coupe de la confédération 2022-2023                                 | LISCR FC               |
| Promotions et relégations                                           |                        |
| Promus en First Division                                            | Cece United            |
| Promus en First Division                                            | Muscat FC              |
| Promus en First Division                                            | Jubilee FC             |
| Relégués en Championnat du Liberia de football de deuxième division | MC Breweries FC        |